# Светско првенство у ватерполу 2019.
Светско првенство у ватерполу за мушкарце 2019. одржаће се у оквиру Светског првенства у воденим спортовима од 15. јула до 27. јула у Квангџу, у Јужној Кореји. Бранилац титуле је Хрватска. Укупно ће учествовати 16 репрезентација широм света које ће играти на 1 базену који се налази у Квангџуу.
Италија је у финалу победила Шпанију и освојила 4. титулу првака света, док је Хрватска победила Мађарску и освојила бронзану медаљу.

## Земље учеснице
Африка
- Јужна Африка

Америка
- Бразил
- Сједињене Државе

Азија
- Јапан
- Казахстан
- Јужна Кореја

Европа
- Хрватска
- Немачка
- Грчка
- Мађарска
- Италија
- Црна Гора
- Србија
- Шпанија

Океанија
- Аустралија
- Нови Зеланд

## Жреб
Жреб је одржан 7. априла 2019.

### Шешири
Шешири су објављени 6. фебруара 2019. године.
| Шешир 1                                  | Шешир 2                                 | Шешир 3                                          | Шешир 4                                         |
| ---------------------------------------- | --------------------------------------- | ------------------------------------------------ | ----------------------------------------------- |
| Србија · Аустралија · Мађарска · Немачка | Црна Гора · Шпанија · Хрватска · Бразил | Грчка · Сједињене Државе · Италија · Нови Зеланд | Јужна Африка · Казахстан · Јапан · Јужна Кореја |

## Први круг
Сва времена су локална (UTC+9).
| Легенда                        |
| ------------------------------ |
| Квалификовани за четвртфинале  |
| Квалификовани за Плеј-оф рунду |
| Елиминисани у првом кругу      |

### Група А
| 15. јул 2019. 08:30 | Детаљи | Србија                                       | 10 : 10 | Црна Гора  | Намбу Универзитет и центар за водене спортове , Квангџу Судије: Аркади Воеводин (РУС), Мичел Цварт (ХОЛ) |
| 15. јул 2019. 08:30 | Детаљи | Резултати по четвртинама: 4−3, 2−2, 2−4, 2−1 |         |            | Намбу Универзитет и центар за водене спортове , Квангџу Судије: Аркади Воеводин (РУС), Мичел Цварт (ХОЛ) |
| 15. јул 2019. 08:30 | Детаљи | С. Рашовић 4                                 | Стрелци | 4 играча 2 | Намбу Универзитет и центар за водене спортове , Квангџу Судије: Аркади Воеводин (РУС), Мичел Цварт (ХОЛ) |

| 15. јул 2019. 09:50 | Детаљи | Јужна Кореја                                 | 3 : 26  | Грчка        | Намбу Универзитет и центар за водене спортове , Квангџу Судије: Џереми Ченг (СГП), Габријела Варкоњи (МАЂ) |
| 15. јул 2019. 09:50 | Детаљи | Резултати по четвртинама: 0−7, 0−7, 1−3, 2−9 |         |              | Намбу Универзитет и центар за водене спортове , Квангџу Судије: Џереми Ченг (СГП), Габријела Варкоњи (МАЂ) |
| 15. јул 2019. 09:50 | Детаљи | Донг-хијеок 2                                | Стрелци | три играча 4 | Намбу Универзитет и центар за водене спортове , Квангџу Судије: Џереми Ченг (СГП), Габријела Варкоњи (МАЂ) |

| 17. јул 2019. 19:10 |                                              | Грчка   | 10 : 10   | Црна Гора | Намбу Универзитет и центар за водене спортове , Квангџу Судије: Адријан Александреску (РУМ), Алесандро Северо (ИТА) |
| 17. јул 2019. 19:10 | Резултати по четвртинама: 3−3, 1−2, 4−4, 2−1 |         |           |           | Намбу Универзитет и центар за водене спортове , Квангџу Судије: Адријан Александреску (РУМ), Алесандро Северо (ИТА) |
| 17. јул 2019. 19:10 | три играча 2                                 | Стрелци | Јановић 3 |           | Намбу Универзитет и центар за водене спортове , Квангџу Судије: Адријан Александреску (РУМ), Алесандро Северо (ИТА) |

| 17. јул 2019. 20:30 | Детаљи | Србија                                       | 22 : 2  | Јужна Кореја      | Намбу Универзитет и центар за водене спортове , Квангџу Судије: Ни Ши Веј (КИН), Џон Валдов (НЗЛ) |
| 17. јул 2019. 20:30 | Детаљи | Резултати по четвртинама: 6−1, 5−0, 4−1, 7−0 |         |                   | Намбу Универзитет и центар за водене спортове , Квангџу Судије: Ни Ши Веј (КИН), Џон Валдов (НЗЛ) |
| 17. јул 2019. 20:30 | Детаљи | Јакшић 5                                     | Стрелци | Хан Х., Ли Сонг 1 | Намбу Универзитет и центар за водене спортове , Квангџу Судије: Ни Ши Веј (КИН), Џон Валдов (НЗЛ) |

| 19. јул 2019. 16:30 | Детаљи | Србија                                       | 9 : 3   | Грчка        | Намбу Универзитет и центар за водене спортове , Квангџу Судије: Борис Маргета (СЛО), Герман Молер (АРГ) |
| 19. јул 2019. 16:30 | Детаљи | Резултати по четвртинама: 3−1, 3−2, 0−0, 3−0 |         |              | Намбу Универзитет и центар за водене спортове , Квангџу Судије: Борис Маргета (СЛО), Герман Молер (АРГ) |
| 19. јул 2019. 16:30 | Детаљи | Мандић 4                                     | Стрелци | три играча 1 | Намбу Универзитет и центар за водене спортове , Квангџу Судије: Борис Маргета (СЛО), Герман Молер (АРГ) |

| 19. јул 2019. 17:50 | Детаљи | Јужна Кореја                                 | 6 : 24  | Црна Гора | Намбу Универзитет и центар за водене спортове , Квангџу Судије: Алесандро Северо (ИТА), Ни Ши Веј (Кина) |
| 19. јул 2019. 17:50 | Детаљи | Резултати по четвртинама: 1−6, 1−4, 1−8, 3−6 |         |           | Намбу Универзитет и центар за водене спортове , Квангџу Судије: Алесандро Северо (ИТА), Ни Ши Веј (Кина) |
| 19. јул 2019. 17:50 | Детаљи | Хан Х., Ле Сон-ук 2                          | Стрелци | Ивовић 6  | Намбу Универзитет и центар за водене спортове , Квангџу Судије: Алесандро Северо (ИТА), Ни Ши Веј (Кина) |

|   | Репрезентација   | ОУ | ПО | Н | И | ДГ | ПГ | ГР  | Бод |
| - | ---------------- | -- | -- | - | - | -- | -- | --- | --- |
| 1 | Србија           | 3  | 2  | 1 | 0 | 41 | 15 | +26 | 5   |
| 2 | Црна Гора        | 3  | 1  | 2 | 0 | 44 | 26 | +18 | 4   |
| 3 | Грчка            | 3  | 1  | 1 | 1 | 39 | 22 | +17 | 3   |
| 4 | Јужна Кореја (Д) | 3  | 0  | 0 | 3 | 11 | 72 | -61 | 0   |

### Група Б
| 15. јул 2019. 11:10 | Детаљи | Сједињене Државе                             | 16 : 7  | Казахстан      | Намбу Универзитет и центар за водене спортове , Квангџу Судије: Борис Маргета (СЛО), Георгиос Ставрридис (ГРЧ) |
| 15. јул 2019. 11:10 | Детаљи | Резултати по четвртинама: 4−1, 4−2, 3−2, 5−2 |         |                | Намбу Универзитет и центар за водене спортове , Квангџу Судије: Борис Маргета (СЛО), Георгиос Ставрридис (ГРЧ) |
| 15. јул 2019. 11:10 | Детаљи | четири играча 3                              | Стрелци | седам играча 1 | Намбу Универзитет и центар за водене спортове , Квангџу Судије: Борис Маргета (СЛО), Георгиос Ставрридис (ГРЧ) |

| 15. јул 2019. 12:30 | Детаљи | Хрватска                                     | 14 : 4  | Аустралија | Намбу Универзитет и центар за водене спортове , Квангџу Судије: Герман Молер (АРГ), Алесандро Северо (ИТА) |
| 15. јул 2019. 12:30 | Детаљи | Резултати по четвртинама: 4−1, 2−1, 4−0, 4−2 |         |            | Намбу Универзитет и центар за водене спортове , Квангџу Судије: Герман Молер (АРГ), Алесандро Северо (ИТА) |
| 15. јул 2019. 12:30 | Детаљи | Вукичевић 6                                  | Стрелци | Јонгер 2   | Намбу Универзитет и центар за водене спортове , Квангџу Судије: Герман Молер (АРГ), Алесандро Северо (ИТА) |

| 17. јул 2019. 08:30 | Детаљи | Аустралија                                   | 17 : 8  | Казахстан | Намбу Универзитет и центар за водене спортове , Квангџу Судије: Герман Молер (АРГ), Дион Вилис (ЈАР) |
| 17. јул 2019. 08:30 | Детаљи | Резултати по четвртинама: 4−1, 5−1, 3−4, 5−2 |         |           | Намбу Универзитет и центар за водене спортове , Квангџу Судије: Герман Молер (АРГ), Дион Вилис (ЈАР) |
| 17. јул 2019. 08:30 | Детаљи | Хавден 4                                     | Стрелци | Зардан 3  | Намбу Универзитет и центар за водене спортове , Квангџу Судије: Герман Молер (АРГ), Дион Вилис (ЈАР) |

| 17. јул 2019. 09:50 | Детаљи | Сједињене Државе                             | 7 : 17  | Хрватска        | Намбу Универзитет и центар за водене спортове , Квангџу Судије: Мајкл Цваарт (ХОЛ), Данијел Флахиве (АУС) |
| 17. јул 2019. 09:50 | Детаљи | Резултати по четвртинама: 1−4, 3−5, 2−4, 1−4 |         |                 | Намбу Универзитет и центар за водене спортове , Квангџу Судије: Мајкл Цваарт (ХОЛ), Данијел Флахиве (АУС) |
| 17. јул 2019. 09:50 | Детаљи | Рамирез 2                                    | Стрелци | четири играча 3 | Намбу Универзитет и центар за водене спортове , Квангџу Судије: Мајкл Цваарт (ХОЛ), Данијел Флахиве (АУС) |

| 19. јул 2019. 19:10 | Детаљи | Сједињене Државе                             | 12 : 11 | Аустралија       | Намбу Универзитет и центар за водене спортове , Квангџу Судије: Адријан Александреску (РУМ), Аркадиј Воеводин (РУС) |
| 19. јул 2019. 19:10 | Детаљи | Резултати по четвртинама: 4−3, 3−3, 2−2, 3−3 |         |                  | Намбу Универзитет и центар за водене спортове , Квангџу Судије: Адријан Александреску (РУМ), Аркадиј Воеводин (РУС) |
| 19. јул 2019. 19:10 | Детаљи | Купидо 3                                     | Стрелци | 'четири играча 2 | Намбу Универзитет и центар за водене спортове , Квангџу Судије: Адријан Александреску (РУМ), Аркадиј Воеводин (РУС) |

| 19. јул 2019. 20:30 | Детаљи | Хрватска                                     | 21 : 5  | Казахстан    | Намбу Универзитет и центар за водене спортове , Квангџу Судије: Себастијан Дервиукс (ФРА), Мајкл Цварт (ХОЛ) |
| 19. јул 2019. 20:30 | Детаљи | Резултати по четвртинама: 6−1, 5−1, 5−1, 5−2 |         |              | Намбу Универзитет и центар за водене спортове , Квангџу Судије: Себастијан Дервиукс (ФРА), Мајкл Цварт (ХОЛ) |
| 19. јул 2019. 20:30 | Детаљи | Јоковић, Шетка 3                             | Стрелци | пет играча 1 | Намбу Универзитет и центар за водене спортове , Квангџу Судије: Себастијан Дервиукс (ФРА), Мајкл Цварт (ХОЛ) |

|   | Репрезентација   | ОУ | ПО | Н | И | ДГ | ПГ | ГР  | Бод |
| - | ---------------- | -- | -- | - | - | -- | -- | --- | --- |
| 1 | Хрватска         | 3  | 3  | 0 | 0 | 52 | 16 | +36 | 6   |
| 2 | Сједињене Државе | 3  | 2  | 0 | 1 | 35 | 35 | 0   | 4   |
| 3 | Аустралија       | 3  | 1  | 0 | 2 | 32 | 34 | -2  | 2   |
| 4 | Казахстан        | 3  | 0  | 0 | 3 | 20 | 54 | -34 | 0   |

### Група Ц
| 15. јул 2019. 16:30 | Детаљи | Јужна Африка                                 | 3 : '23 | Шпанија   | Намбу Универзитет и центар за водене спортове , Квангџу Судије: Јохан Валдов (НЗЛ), Војин Путниковић (СРБ) |
| 15. јул 2019. 16:30 | Детаљи | Резултати по четвртинама: 1−6, 1−5, 1−4, 0−8 |         |           | Намбу Универзитет и центар за водене спортове , Квангџу Судије: Јохан Валдов (НЗЛ), Војин Путниковић (СРБ) |
| 15. јул 2019. 16:30 | Детаљи | Рода 2                                       | Стрелци | Маларач 5 | Намбу Универзитет и центар за водене спортове , Квангџу Судије: Јохан Валдов (НЗЛ), Војин Путниковић (СРБ) |

| 15. јул 2019. 17:50 | Детаљи | Нови Зеланд                                  | 4 : 24  | Мађарска  | Намбу Универзитет и центар за водене спортове , Квангџу Судије: Ан Јин-јонг (КОР), Дион Вилис (ЈАР) |
| 15. јул 2019. 17:50 | Детаљи | Резултати по четвртинама: 0−4, 1−7, 2−6, 1−7 |         |           | Намбу Универзитет и центар за водене спортове , Квангџу Судије: Ан Јин-јонг (КОР), Дион Вилис (ЈАР) |
| 15. јул 2019. 17:50 | Детаљи | четири играча 1                              | Стрелци | Заланки 4 | Намбу Универзитет и центар за водене спортове , Квангџу Судије: Ан Јин-јонг (КОР), Дион Вилис (ЈАР) |

| 17. јул 2019. 11:10 | Детаљи | Мађарска                                     | 13 : 11 | Шпанија    | Намбу Универзитет и центар за водене спортове , Квангџу Судије: Борис Маргента (СЛО), Мајкл Голденберг (САД) |
| 17. јул 2019. 11:10 | Детаљи | Резултати по четвртинама: 4−2, 5−4, 3−0, 1−5 |         |            | Намбу Универзитет и центар за водене спортове , Квангџу Судије: Борис Маргента (СЛО), Мајкл Голденберг (САД) |
| 17. јул 2019. 11:10 | Детаљи | Заланки 3                                    | Стрелци | Гранадос 3 | Намбу Универзитет и центар за водене спортове , Квангџу Судије: Борис Маргента (СЛО), Мајкл Голденберг (САД) |

| 17. јул 2019. 12:30 | Детаљи | Јужна Африка                                 | 8 : 8   | Нови Зеланд | Намбу Универзитет и центар за водене спортове , Квангџу Судије: Георгиос Ставридис (ГРЧ), Станко Ивановски (ЦГ) |
| 17. јул 2019. 12:30 | Детаљи | Резултати по четвртинама: 2−0, 2−2, 2−4, 2−2 |         |             | Намбу Универзитет и центар за водене спортове , Квангџу Судије: Георгиос Ставридис (ГРЧ), Станко Ивановски (ЦГ) |
| 17. јул 2019. 12:30 | Детаљи | три играча 2                                 | Стрелци | Смол 2      | Намбу Универзитет и центар за водене спортове , Квангџу Судије: Георгиос Ставридис (ГРЧ), Станко Ивановски (ЦГ) |

| 19. јул 2019. 08:30 | Детаљи | Јужна Африка                                 | 5 : 23  | Мађарска  | Намбу Универзитет и центар за водене спортове , Квангџу Судије: Мајкл Голденберг (САД), Ан Јин-јонг (КОР) |
| 19. јул 2019. 08:30 | Детаљи | Резултати по четвртинама: 1−5, 2−5, 0−8, 2−5 |         |           | Намбу Универзитет и центар за водене спортове , Квангџу Судије: Мајкл Голденберг (САД), Ан Јин-јонг (КОР) |
| 19. јул 2019. 08:30 | Детаљи | Баденхорст 2                                 | Стрелци | Заланки 5 | Намбу Универзитет и центар за водене спортове , Квангџу Судије: Мајкл Голденберг (САД), Ан Јин-јонг (КОР) |

| 19. јул 2019. 09:50 | Детаљи | Нови Зеланд                                  | 3 : 23  | Шпанија  | Намбу Универзитет и центар за водене спортове , Квангџу Судије: Џереми Ченг (SGP), Војин Путниковић (СРБ) |
| 19. јул 2019. 09:50 | Детаљи | Резултати по четвртинама: 0−8, 1−5, 1−7, 1−3 |         |          | Намбу Универзитет и центар за водене спортове , Квангџу Судије: Џереми Ченг (SGP), Војин Путниковић (СРБ) |
| 19. јул 2019. 09:50 | Детаљи | три играча 1                                 | Стрелци | Баросо 6 | Намбу Универзитет и центар за водене спортове , Квангџу Судије: Џереми Ченг (SGP), Војин Путниковић (СРБ) |

|   | Репрезентација | ОУ | ПО | Н | И | ДГ | ПГ | ГР  | Бод |
| - | -------------- | -- | -- | - | - | -- | -- | --- | --- |
| 1 | Мађарска       | 3  | 3  | 0 | 0 | 60 | 20 | +40 | 6   |
| 2 | Шпанија        | 3  | 2  | 0 | 1 | 57 | 19 | +38 | 4   |
| 3 | Јужна Африка   | 3  | 0  | 1 | 2 | 16 | 54 | -38 | 1   |
| 4 | Нови Зеланд    | 3  | 0  | 1 | 2 | 15 | 55 | -40 | 1   |

### Група Д
| 15. јул 2019. 19:10 | Детаљи | Бразил                                       | 5 : 14  | Италија  | Намбу Универзитет и центар за водене спортове , Квангџу Судије: Станко Ивановски (ЦГ), Јауме Теихидо (ШПА) |
| 15. јул 2019. 19:10 | Детаљи | Резултати по четвртинама: 3−5, 1−2, 0−5, 1−2 |         |          | Намбу Универзитет и центар за водене спортове , Квангџу Судије: Станко Ивановски (ЦГ), Јауме Теихидо (ШПА) |
| 15. јул 2019. 19:10 | Детаљи | Гимараеш 2                                   | Стрелци | Луонго 4 | Намбу Универзитет и центар за водене спортове , Квангџу Судије: Станко Ивановски (ЦГ), Јауме Теихидо (ШПА) |

| 15. јул 2019. 20:30 | Детаљи | Немачка                                      | 9 : 9   | Јапан  | Намбу Универзитет и центар за водене спортове , Квангџу Судије: Мајкл Голденберг (САД), Данијел Флахиве (АУС) |
| 15. јул 2019. 20:30 | Детаљи | Резултати по четвртинама: 3−2, 4−3, 1−3, 1−1 |         |        | Намбу Универзитет и центар за водене спортове , Квангџу Судије: Мајкл Голденберг (САД), Данијел Флахиве (АУС) |
| 15. јул 2019. 20:30 | Детаљи | Стем 3                                       | Стрелци | Араи 3 | Намбу Универзитет и центар за водене спортове , Квангџу Судије: Мајкл Голденберг (САД), Данијел Флахиве (АУС) |

| 17. јул 2019. 16:30 | Детаљи | Јапан                                        | 7 : 9   | Италија    | Намбу Универзитет и центар за водене спортове , Квангџу Судије: Себастијан Дервикс (ФРА), Јауме Техидо (ШПА) |
| 17. јул 2019. 16:30 | Детаљи | Резултати по четвртинама: 0−2, 2−1, 4−4, 1−2 |         |            | Намбу Универзитет и центар за водене спортове , Квангџу Судије: Себастијан Дервикс (ФРА), Јауме Техидо (ШПА) |
| 17. јул 2019. 16:30 | Детаљи | Араи, Инаба 2                                | Стрелци | Фиглиоли 4 | Намбу Универзитет и центар за водене спортове , Квангџу Судије: Себастијан Дервикс (ФРА), Јауме Техидо (ШПА) |

| 17. јул 2019. 17:50 | Детаљи | Бразил                                       | 8 : 15  | Немачка | Намбу Универзитет и центар за водене спортове , Квангџу Судије: Ненад Периш (ХРВ), Аркадиј Воеводин (РУС) |
| 17. јул 2019. 17:50 | Детаљи | Резултати по четвртинама: 1−4, 1−6, 2−2, 4−3 |         |         | Намбу Универзитет и центар за водене спортове , Квангџу Судије: Ненад Периш (ХРВ), Аркадиј Воеводин (РУС) |
| 17. јул 2019. 17:50 | Детаљи | Кутињо 3                                     | Стрелци | Стем 5  | Намбу Универзитет и центар за водене спортове , Квангџу Судије: Ненад Периш (ХРВ), Аркадиј Воеводин (РУС) |

| 19. јул 2019. 11:10 | Детаљи | Бразил                                       | 9 : 11  | Јапан          | Намбу Универзитет и центар за водене спортове , Квангџу Судије: Ненад Периш (ХРВ), Виктор Салниченко (КАЗ) |
| 19. јул 2019. 11:10 | Детаљи | Резултати по четвртинама: 2−2, 1−5, 3−3, 3−1 |         |                | Намбу Универзитет и центар за водене спортове , Квангџу Судије: Ненад Периш (ХРВ), Виктор Салниченко (КАЗ) |
| 19. јул 2019. 11:10 | Детаљи | Гимараеш 3                                   | Стрелци | Шига, Јошида 3 | Намбу Универзитет и центар за водене спортове , Квангџу Судије: Ненад Периш (ХРВ), Виктор Салниченко (КАЗ) |

| 19. јул 2019. 12:30 | Детаљи | Немачка                                      | 7 : 8   | Италија              | Намбу Универзитет и центар за водене спортове , Квангџу Судије: Станко Ивановски (ЦГ), Данијел Флахиве (АУС) |
| 19. јул 2019. 12:30 | Детаљи | Резултати по четвртинама: 2−1, 2−3, 3−2, 0−2 |         |                      | Намбу Универзитет и центар за водене спортове , Квангџу Судије: Станко Ивановски (ЦГ), Данијел Флахиве (АУС) |
| 19. јул 2019. 12:30 | Детаљи | Еднер 3                                      | Стрелци | Аикарди, Ди Фулвио 2 | Намбу Универзитет и центар за водене спортове , Квангџу Судије: Станко Ивановски (ЦГ), Данијел Флахиве (АУС) |

|   | Репрезентација | ОУ | ПО | Н | И | ДГ | ПГ | ГР  | Бод |
| - | -------------- | -- | -- | - | - | -- | -- | --- | --- |
| 1 | Италија        | 3  | 3  | 0 | 0 | 31 | 19 | +12 | 6   |
| 2 | Немачка        | 3  | 1  | 1 | 1 | 31 | 25 | +6  | 3   |
| 3 | Јапан          | 3  | 1  | 1 | 1 | 27 | 27 | 0   | 3   |
| 4 | Бразил         | 3  | 0  | 0 | 3 | 22 | 40 | -18 | 0   |

## Завршница

### Разигравање
|  | Плеј-оф          | Плеј-оф  |            |    | Четвртфинале    | Четвртфинале    |   |  | Полуфинале | Полуфинале |  |  | Финале | Финале |
|  |                  |          |            |    |                 |                 |   |  |            |            |  |  |        |        |
|  |                  |          |            |    |                 |                 |   |  |            |            |  |  |        |        |
|  |                  |          |            |    |                 |                 |   |  |            |            |  |  |        |        |
|  |                  |          |            |    |                 |                 |   |  |            |            |  |  |        |        |
|  | 23. јул          |          |            |    |                 |                 |   |  |            |            |  |  |        |        |
|  |                  |          |            |    |                 |                 |   |  |            |            |  |  |        |        |
|  | Србија           | 9        |            |    |                 |                 |   |  |            |            |  |  |        |        |
|  | Србија           | 9        | 21. јул    |    |                 |                 |   |  |            |            |  |  |        |        |
|  |                  |          | Шпанија    | 12 |                 |                 |   |  |            |            |  |  |        |        |
|  | Шпанија          | 15       | Шпанија    | 12 |                 |                 |   |  |            |            |  |  |        |        |
|  | Шпанија          | 15       | 25. јул    |    |                 |                 |   |  |            |            |  |  |        |        |
|  | Јапан            | 7        |            |    |                 |                 |   |  |            |            |  |  |        |        |
|  | Јапан            | 7        | Шпанија    | 6  |                 |                 |   |  |            |            |  |  |        |        |
|  |                  |          | Шпанија    | 6  |                 |                 |   |  |            |            |  |  |        |        |
|  |                  | Хрватска | 5          |    |                 |                 |   |  |            |            |  |  |        |        |
|  |                  | Хрватска | 5          |    |                 |                 |   |  |            |            |  |  |        |        |
|  | 23. јул          |          |            |    |                 |                 |   |  |            |            |  |  |        |        |
|  |                  |          |            |    |                 |                 |   |  |            |            |  |  |        |        |
|  | Хрватска         | 10       |            |    |                 |                 |   |  |            |            |  |  |        |        |
|  | Хрватска         | 10       | 21. јул    |    |                 |                 |   |  |            |            |  |  |        |        |
|  |                  |          | Немачка    | 8  |                 |                 |   |  |            |            |  |  |        |        |
|  | Јужна Африка     | 5        | Немачка    | 8  |                 |                 |   |  |            |            |  |  |        |        |
|  | Јужна Африка     | 5        | 27. јул    |    |                 |                 |   |  |            |            |  |  |        |        |
|  | Немачка          | 25       |            |    |                 |                 |   |  |            |            |  |  |        |        |
|  | Немачка          | 25       | Шпанија    | 5  |                 |                 |   |  |            |            |  |  |        |        |
|  |                  |          | Шпанија    | 5  |                 |                 |   |  |            |            |  |  |        |        |
|  |                  | Италија  | 10         |    |                 |                 |   |  |            |            |  |  |        |        |
|  |                  | Италија  | 10         |    |                 |                 |   |  |            |            |  |  |        |        |
|  | 23. јул          |          |            |    |                 |                 |   |  |            |            |  |  |        |        |
|  |                  |          |            |    |                 |                 |   |  |            |            |  |  |        |        |
|  | Мађарска         | 10       |            |    |                 |                 |   |  |            |            |  |  |        |        |
|  | Мађарска         | 10       | 21. јул    |    |                 |                 |   |  |            |            |  |  |        |        |
|  |                  |          | Аустралија | 9  |                 |                 |   |  |            |            |  |  |        |        |
|  | Црна Гора        | 11       | Аустралија | 9  |                 |                 |   |  |            |            |  |  |        |        |
|  | Црна Гора        | 11       | 25. јул    |    |                 |                 |   |  |            |            |  |  |        |        |
|  | Аустралија       | 13       |            |    |                 |                 |   |  |            |            |  |  |        |        |
|  | Аустралија       | 13       | Мађарска   | 10 |                 |                 |   |  |            |            |  |  |        |        |
|  |                  |          | Мађарска   | 10 |                 |                 |   |  |            |            |  |  |        |        |
|  |                  | Италија  | 12         |    | Меч за 3. место | Меч за 3. место |   |  |            |            |  |  |        |        |
|  |                  | Италија  | 12         |    | Меч за 3. место | Меч за 3. место |   |  |            |            |  |  |        |        |
|  | 23. јул          | 23. јул  |            |    | 27. јул         | 27. јул         |   |  |            |            |  |  |        |        |
|  | 23. јул          | 23. јул  |            |    | 27. јул         | 27. јул         |   |  |            |            |  |  |        |        |
|  | Италија          | 7        | Хрватска   | 10 |                 |                 |   |  |            |            |  |  |        |        |
|  | Италија          | 7        | Хрватска   | 10 | 21. јул         |                 |   |  |            |            |  |  |        |        |
|  |                  |          | Грчка      | 6  |                 | Мађарска        | 7 |  |            |            |  |  |        |        |
|  | Грчка            | 11       | Грчка      | 6  |                 | Мађарска        | 7 |  |            |            |  |  |        |        |
|  | Грчка            | 11       |            |    |                 |                 |   |  |            |            |  |  |        |        |
|  | Сједињене Државе | 9        |            |    |                 |                 |   |  |            |            |  |  |        |        |
|  | Сједињене Државе | 9        |            |    |                 |                 |   |  |            |            |  |  |        |        |

### Разигравање од 5. до 8. места
|  | Полуфинале од 5. до 8. места | Полуфинале од 5. до 8. места |                 |    | Меч за 5. место | Меч за 5. место |
|  |                              |                              |                 |    |                 |                 |
|  | 25. јул                      |                              |                 |    |                 |                 |
|  |                              |                              |                 |    |                 |                 |
|  | Србија (Пен.)                | 17                           |                 |    |                 |                 |
|  | Србија (Пен.)                | 17                           | 27. јул         |    |                 |                 |
|  | Немачка                      | 16                           |                 |    |                 |                 |
|  | Немачка                      | 16                           | Србија          | 13 |                 |                 |
|  | 25. јул                      |                              | Србија          | 13 |                 |                 |
|  |                              | Аустралија                   | 9               |    |                 |                 |
|  | Аустралија                   | Аустралија                   | 9               | 9  |                 |                 |
|  | Аустралија                   |                              |                 | 9  |                 |                 |
|  | Грчка                        | 8                            |                 |    |                 |                 |
|  | Грчка                        | 8                            | Меч за 7. место |    |                 |                 |
|  |                              |                              |                 |    |                 |                 |
|  | 27. јул                      |                              |                 |    |                 |                 |
|  |                              |                              |                 |    |                 |                 |
|  | Немачка                      | 6                            |                 |    |                 |                 |
|  | Немачка                      | 6                            |                 |    |                 |                 |
|  | Грчка                        | 11                           |                 |    |                 |                 |

### Разигравање од 9. до 12. места
|  | Полуфинале од 9. до 12. места | Полуфинале од 9. до 12. места |                  |    | Меч за 9. место | Меч за 9. место |
|  |                               |                               |                  |    |                 |                 |
|  | 23. јул                       |                               |                  |    |                 |                 |
|  |                               |                               |                  |    |                 |                 |
|  | Црна Гора                     | 14                            |                  |    |                 |                 |
|  | Црна Гора                     | 14                            | 25. јул          |    |                 |                 |
|  | Јапан                         | 7                             |                  |    |                 |                 |
|  | Јапан                         | 7                             | Црна Гора        | 14 |                 |                 |
|  | 23. јул                       |                               | Црна Гора        | 14 |                 |                 |
|  |                               | Сједињене Државе              | 15               |    |                 |                 |
|  | Сједињене Државе              | Сједињене Државе              | 15               | 20 |                 |                 |
|  | Сједињене Државе              |                               |                  | 20 |                 |                 |
|  | Јужна Африка                  | 3                             |                  |    |                 |                 |
|  | Јужна Африка                  | 3                             | Меч за 11. место |    |                 |                 |
|  |                               |                               |                  |    |                 |                 |
|  | 25. јул                       |                               |                  |    |                 |                 |
|  |                               |                               |                  |    |                 |                 |
|  | Јапан                         | 15                            |                  |    |                 |                 |
|  | Јапан                         | 15                            |                  |    |                 |                 |
|  | Јужна Африка                  | 5                             |                  |    |                 |                 |

### Разигравање од 13. до 16. места
|  | Полуфинале од 13. до 16. места | Полуфинале од 13. до 16. места |                  |   | Меч за 13. место | Меч за 13. место |
|  |                                |                                |                  |   |                  |                  |
|  | 21. јул                        |                                |                  |   |                  |                  |
|  |                                |                                |                  |   |                  |                  |
|  | Јужна Кореја                   | 4                              |                  |   |                  |                  |
|  | Јужна Кореја                   | 4                              | 23. јул          |   |                  |                  |
|  | Казахстан                      | 17                             |                  |   |                  |                  |
|  | Казахстан                      | 17                             | Казахстан        | 8 |                  |                  |
|  | 21. јул                        |                                | Казахстан        | 8 |                  |                  |
|  |                                | Бразил                         | 9                |   |                  |                  |
|  | Нови Зеланд                    | Бразил                         | 9                | 8 |                  |                  |
|  | Нови Зеланд                    |                                |                  | 8 |                  |                  |
|  | Бразил                         | 12                             |                  |   |                  |                  |
|  | Бразил                         | 12                             | Меч за 15. место |   |                  |                  |
|  |                                |                                |                  |   |                  |                  |
|  | 23. јул                        |                                |                  |   |                  |                  |
|  |                                |                                |                  |   |                  |                  |
|  | Јужна Кореја                   | 17                             |                  |   |                  |                  |
|  | Јужна Кореја                   | 17                             |                  |   |                  |                  |
|  | Нови Зеланд                    | 16                             |                  |   |                  |                  |

### Плеј-оф
| 21. јул 2019. 14:00 | Детаљи | Црна Гора                                                    | 11 : 13 | Аустралија | Намбу Универзитет и центар за водене спортове , Квангџу Судије: Мајкл Голденберг (САД), Виктор Салниченко (КАЗ) |
| 21. јул 2019. 14:00 | Детаљи | Резултати по четвртинама: 1−3, 3−2, 4−2, 1−2 Продужетак: 2−4 |         |            | Намбу Универзитет и центар за водене спортове , Квангџу Судије: Мајкл Голденберг (САД), Виктор Салниченко (КАЗ) |
| 21. јул 2019. 14:00 | Детаљи | Ивовић 3                                                     | Стрелци | Кејс 4     | Намбу Универзитет и центар за водене спортове , Квангџу Судије: Мајкл Голденберг (САД), Виктор Салниченко (КАЗ) |

| 21. јул 2019. 15:30 | Детаљи | Грчка                                        | 11 : 9  | Сједињене Државе | Намбу Универзитет и центар за водене спортове , Квангџу Судије: Герман Молер (АРГ), Себастијан Дервијукс (ФРА) |
| 21. јул 2019. 15:30 | Детаљи | Резултати по четвртинама: 3−4, 3−2, 2−2, 3−1 |         |                  | Намбу Универзитет и центар за водене спортове , Квангџу Судије: Герман Молер (АРГ), Себастијан Дервијукс (ФРА) |
| 21. јул 2019. 15:30 | Детаљи | Генидоуниас 4                                | Стрелци | три играча 2     | Намбу Универзитет и центар за водене спортове , Квангџу Судије: Герман Молер (АРГ), Себастијан Дервијукс (ФРА) |

| 21. јул 2019. 17:00 | Детаљи | Шпанија                                      | 15 : 7  | Јапан   | Намбу Универзитет и центар за водене спортове , Квангџу Судије: Аркадиј Воеводин (РУС), Дион Вилис (ЈАР) |
| 21. јул 2019. 17:00 | Детаљи | Резултати по четвртинама: 2−1, 3−3, 4−2, 6−1 |         |         | Намбу Универзитет и центар за водене спортове , Квангџу Судије: Аркадиј Воеводин (РУС), Дион Вилис (ЈАР) |
| 21. јул 2019. 17:00 | Детаљи | Муњариз 6                                    | Стрелци | Адачи 2 | Намбу Универзитет и центар за водене спортове , Квангџу Судије: Аркадиј Воеводин (РУС), Дион Вилис (ЈАР) |

| 21. јул 2019. 18:30 | Детаљи | Јужна Африка                                 | 5 : 25  | Немачка   | Намбу Универзитет и центар за водене спортове , Квангџу Судије: Јауме Теихидо (ШПА), Хуан Мендез (КУБ) |
| 21. јул 2019. 18:30 | Детаљи | Резултати по четвртинама: 2−5, 0−6, 1−9, 2−5 |         |           | Намбу Универзитет и центар за водене спортове , Квангџу Судије: Јауме Теихидо (ШПА), Хуан Мендез (КУБ) |
| 21. јул 2019. 18:30 | Детаљи | пет играча 1                                 | Стрелци | Гијелен 6 | Намбу Универзитет и центар за водене спортове , Квангџу Судије: Јауме Теихидо (ШПА), Хуан Мендез (КУБ) |

### Четвртфинале
| 23. јул 2019. 14:00 | Детаљи | Србија                                       | 9 : 12  | Шпанија      | Намбу Универзитет и центар за водене спортове , Квангџу Судије: Георгиос Ставридис (ГРЧ), Мајкл Цварт (ХОЛ) |
| 23. јул 2019. 14:00 | Детаљи | Резултати по четвртинама: 1−2, 2−5, 4−3, 2−2 |         |              | Намбу Универзитет и центар за водене спортове , Квангџу Судије: Георгиос Ставридис (ГРЧ), Мајкл Цварт (ХОЛ) |
| 23. јул 2019. 14:00 | Детаљи | Рашовић 4                                    | Стрелци | три играча 2 | Намбу Универзитет и центар за водене спортове , Квангџу Судије: Георгиос Ставридис (ГРЧ), Мајкл Цварт (ХОЛ) |

| 23. јул 2019. 15:30 | Детаљи | Хрватска                                     | 10 : 8  | Немачка   | Намбу Универзитет и центар за водене спортове , Квангџу Судије: Мајкл Голденберг (САД), Станко Ивановски (ЦГ) |
| 23. јул 2019. 15:30 | Детаљи | Резултати по четвртинама: 1−2, 3−1, 3−3, 3−2 |         |           | Намбу Универзитет и центар за водене спортове , Квангџу Судије: Мајкл Голденберг (САД), Станко Ивановски (ЦГ) |
| 23. јул 2019. 15:30 | Детаљи | Јоковић 3                                    | Стрелци | Гијелен 3 | Намбу Универзитет и центар за водене спортове , Квангџу Судије: Мајкл Голденберг (САД), Станко Ивановски (ЦГ) |

| 23. јул 2019. 17:00 | Детаљи | Мађарска                                     | 10 : 9  | Аустралија      | Намбу Универзитет и центар за водене спортове , Квангџу Судије: Аркадиј Воеводин (РУС), Војин Путниковић (СРБ) |
| 23. јул 2019. 17:00 | Детаљи | Резултати по четвртинама: 3−3, 2−3, 3−1, 2−2 |         |                 | Намбу Универзитет и центар за водене спортове , Квангџу Судије: Аркадиј Воеводин (РУС), Војин Путниковић (СРБ) |
| 23. јул 2019. 17:00 | Детаљи | Вамос, Заланки 3                             | Стрелци | четири играча 2 | Намбу Универзитет и центар за водене спортове , Квангџу Судије: Аркадиј Воеводин (РУС), Војин Путниковић (СРБ) |

| 23. јул 2019. 18:30 | Детаљи | Италија                                      | 7 : 6   | Грчка                | Намбу Универзитет и центар за водене спортове , Квангџу Судије: Борис Маргета (СЛО), Адријан Александреску (РУМ) |
| 23. јул 2019. 18:30 | Детаљи | Резултати по четвртинама: 2−2, 2−1, 2−3, 1−0 |         |                      | Намбу Универзитет и центар за водене спортове , Квангџу Судије: Борис Маргета (СЛО), Адријан Александреску (РУМ) |
| 23. јул 2019. 18:30 | Детаљи | Ди Фулвио, Луонго 2                          | Стрелци | Генидоуниас, Гунас 2 | Намбу Универзитет и центар за водене спортове , Квангџу Судије: Борис Маргета (СЛО), Адријан Александреску (РУМ) |

### Полуфинале од 13. до 16. места
| 21. јул 2019. 10:30 | Детаљи | Јужна Кореја                                 | 4 : 17  | Казахстан   | Намбу Универзитет и центар за водене спортове , Квангџу Судије: Данијел Флахиве (АУС), Војин Путниковић (СРБ) |
| 21. јул 2019. 10:30 | Детаљи | Резултати по четвртинама: 1−4, 2−4, 0−7, 1−2 |         |             | Намбу Универзитет и центар за водене спортове , Квангџу Судије: Данијел Флахиве (АУС), Војин Путниковић (СРБ) |
| 21. јул 2019. 10:30 | Детаљи | четири играча 1                              | Стрелци | Аубакиров 4 | Намбу Универзитет и центар за водене спортове , Квангџу Судије: Данијел Флахиве (АУС), Војин Путниковић (СРБ) |

| 21. јул 2019. 12:00 | Детаљи | Нови Зеланд                                  | 8 : 12  | Бразил              | Намбу Универзитет и центар за водене спортове , Квангџу Судије: Френк Оме (НЕМ), Кунихиро Сато (ЈАП) |
| 21. јул 2019. 12:00 | Детаљи | Резултати по четвртинама: 1−2, 4−6, 2−2, 1−2 |         |                     | Намбу Универзитет и центар за водене спортове , Квангџу Судије: Френк Оме (НЕМ), Кунихиро Сато (ЈАП) |
| 21. јул 2019. 12:00 | Детаљи | Смол 3                                       | Стрелци | П. Реал, Гимараеш 3 | Намбу Универзитет и центар за водене спортове , Квангџу Судије: Френк Оме (НЕМ), Кунихиро Сато (ЈАП) |

### Полуфинале од 9. до 12. места
| 23. јул 2019. 11:00 | Детаљи | Црна Гора                                    | 14 : 7  | Јапан         | Намбу Универзитет и центар за водене спортове , Квангџу Судије: Герман Молер (АРГ), Алесандро Северо (ИТА) |
| 23. јул 2019. 11:00 | Детаљи | Резултати по четвртинама: 3−2, 4−1, 4−3, 3−1 |         |               | Намбу Универзитет и центар за водене спортове , Квангџу Судије: Герман Молер (АРГ), Алесандро Северо (ИТА) |
| 23. јул 2019. 11:00 | Детаљи | Ивовић, Муришић 3                            | Стрелци | Араи, Инаба 2 | Намбу Универзитет и центар за водене спортове , Квангџу Судије: Герман Молер (АРГ), Алесандро Северо (ИТА) |

| 23. јул 2019. 12:30 | Детаљи | Сједињене Државе                             | 20 : 3  | Јужна Африка | Намбу Универзитет и центар за водене спортове , Квангџу Судије: Џереми Ченг (СПГ), Данијел Флахиве (АУС) |
| 23. јул 2019. 12:30 | Детаљи | Резултати по четвртинама: 5−0, 8−1, 5−2, 2−0 |         |              | Намбу Универзитет и центар за водене спортове , Квангџу Судије: Џереми Ченг (СПГ), Данијел Флахиве (АУС) |
| 23. јул 2019. 12:30 | Детаљи | три играча 4                                 | Стрелци | три играча 1 | Намбу Универзитет и центар за водене спортове , Квангџу Судије: Џереми Ченг (СПГ), Данијел Флахиве (АУС) |

### Полуфинале од 5. до 8. места
| 25. јул 2019. 14:00 | Детаљи | Србија                                                       | 17 : 16 | Немачка      | Намбу Универзитет и центар за водене спортове , Квангџу Судије: Дион Вилис (ЈАР), Себастијен Дервијукс (ФРА) |
| 25. јул 2019. 14:00 | Детаљи | Резултати по четвртинама: 3−3, 3−3, 2−3, 4−3 Продужетак: 5−4 |         |              | Намбу Универзитет и центар за водене спортове , Квангџу Судије: Дион Вилис (ЈАР), Себастијен Дервијукс (ФРА) |
| 25. јул 2019. 14:00 | Детаљи | Мандић 5                                                     | Стрелци | три играча 2 | Намбу Универзитет и центар за водене спортове , Квангџу Судије: Дион Вилис (ЈАР), Себастијен Дервијукс (ФРА) |

| 25. јул 2019. 15:30 | Детаљи | Аустралија                                   | 9 : 8   | Грчка               | Намбу Универзитет и центар за водене спортове , Квангџу Судије: Мајкл Голденберг (САД), Ненад Периш (ХРВ) |
| 25. јул 2019. 15:30 | Детаљи | Резултати по четвртинама: 3−2, 2−3, 3−3, 1−0 |         |                     | Намбу Универзитет и центар за водене спортове , Квангџу Судије: Мајкл Голденберг (САД), Ненад Периш (ХРВ) |
| 25. јул 2019. 15:30 | Детаљи | Кејс 3                                       | Стрелци | Капоцис, Коломвос 2 | Намбу Универзитет и центар за водене спортове , Квангџу Судије: Мајкл Голденберг (САД), Ненад Периш (ХРВ) |

### Полуфинале
| 25. јул 2019. 17:00 | Детаљи | Шпанија                                      | 6 : 5   | Хрватска  | Намбу Универзитет и центар за водене спортове , Квангџу Судије: Георгиос Ставридис (ГРЧ), Адријан Александреску (РУМ) |
| 25. јул 2019. 17:00 | Детаљи | Резултати по четвртинама: 2−1, 2−1, 2−0, 0−3 |         |           | Намбу Универзитет и центар за водене спортове , Квангџу Судије: Георгиос Ставридис (ГРЧ), Адријан Александреску (РУМ) |
| 25. јул 2019. 17:00 | Детаљи | Маларач 2                                    | Стрелци | Јоковић 3 | Намбу Универзитет и центар за водене спортове , Квангџу Судије: Георгиос Ставридис (ГРЧ), Адријан Александреску (РУМ) |

| 25. јул 2019. 18:30 | Детаљи | Мађарска                                     | 10 : 12 | Италија   | Намбу Универзитет и центар за водене спортове , Квангџу Судије: Мајкл Цварт (ХОЛ), Борис Маргета (СЛО) |
| 25. јул 2019. 18:30 | Детаљи | Резултати по четвртинама: 4−2, 1−5, 2−2, 3−3 |         |           | Намбу Универзитет и центар за водене спортове , Квангџу Судије: Мајкл Цварт (ХОЛ), Борис Маргета (СЛО) |
| 25. јул 2019. 18:30 | Детаљи | три играча 2                                 | Стрелци | Еченику 4 | Намбу Универзитет и центар за водене спортове , Квангџу Судије: Мајкл Цварт (ХОЛ), Борис Маргета (СЛО) |

### Утакмица за 15. место
| 23. јул 2019. 08:00 | Детаљи | Јужна Кореја                                                 | 17 : 16 | Нови Зеланд | Намбу Универзитет и центар за водене спортове , Квангџу Судије: Хауме Теихидо (ШПА), Себастијен Дервијукс (ФРА) |
| 23. јул 2019. 08:00 | Детаљи | Резултати по четвртинама: 3−3, 2−2, 4−5, 3−2 Продужетак: 5−4 |         |             | Намбу Универзитет и центар за водене спортове , Квангџу Судије: Хауме Теихидо (ШПА), Себастијен Дервијукс (ФРА) |
| 23. јул 2019. 08:00 | Детаљи | Гвон 3                                                       | Стрелци | Левис 4     | Намбу Универзитет и центар за водене спортове , Квангџу Судије: Хауме Теихидо (ШПА), Себастијен Дервијукс (ФРА) |

### Утакмица за 13. место
| 23. јул 2019. 09:30 | Детаљи | Казахстан                                    | 8 : 9   | Бразил | Намбу Универзитет и центар за водене спортове , Квангџу Судије: Ненад Периш (ХРВ), Френк Оме (НЕМ) |
| 23. јул 2019. 09:30 | Детаљи | Резултати по четвртинама: 3−3, 2−2, 1−2, 2−2 |         |        | Намбу Универзитет и центар за водене спортове , Квангџу Судије: Ненад Периш (ХРВ), Френк Оме (НЕМ) |
| 23. јул 2019. 09:30 | Детаљи | три играча 2                                 | Стрелци | Реал 3 | Намбу Универзитет и центар за водене спортове , Квангџу Судије: Ненад Периш (ХРВ), Френк Оме (НЕМ) |

### Утакмица за 11. место
| 25. јул 2019. 09:30 | Детаљи | Јапан                                        | 15 : 5  | Јужна Африка | Намбу Универзитет и центар за водене спортове , Квангџу Судије: Виктор Салниченко (КАЗ), Хуан Мендез (КУБ) |
| 25. јул 2019. 09:30 | Детаљи | Резултати по четвртинама: 5−1, 4−1, 3−2, 3−1 |         |              | Намбу Универзитет и центар за водене спортове , Квангџу Судије: Виктор Салниченко (КАЗ), Хуан Мендез (КУБ) |
| 25. јул 2019. 09:30 | Детаљи | Шимицу, Инаба 3                              | Стрелци | Евезар 2     | Намбу Универзитет и центар за водене спортове , Квангџу Судије: Виктор Салниченко (КАЗ), Хуан Мендез (КУБ) |

### Утакмица за 9. место
| 25. јул 2019. 11:00 | Детаљи | Црна Гора                                    | 14 : 15 | Сједињене Државе | Намбу Универзитет и центар за водене спортове , Квангџу Судије: Френк Оме (НЕМ), Данијел Флахиве (АУС) |
| 25. јул 2019. 11:00 | Детаљи | Резултати по четвртинама: 2−4, 6−4, 4−4, 2−3 |         |                  | Намбу Универзитет и центар за водене спортове , Квангџу Судије: Френк Оме (НЕМ), Данијел Флахиве (АУС) |
| 25. јул 2019. 11:00 | Детаљи | Ивовић 6                                     | Стрелци | Хупер 4          | Намбу Универзитет и центар за водене спортове , Квангџу Судије: Френк Оме (НЕМ), Данијел Флахиве (АУС) |

### Утакмица за 7. место
| 27. јул 2019. 14:00 | Детаљи | Немачка                                      | 6 : 11  | Грчка      | Намбу Универзитет и центар за водене спортове , Квангџу Судије: Станко Ивановски (ЦГ), Ненад Периш (ХРВ) |
| 27. јул 2019. 14:00 | Детаљи | Резултати по четвртинама: 2−1, 2−3, 0−2, 2−5 |         |            | Намбу Универзитет и центар за водене спортове , Квангџу Судије: Станко Ивановски (ЦГ), Ненад Периш (ХРВ) |
| 27. јул 2019. 14:00 | Детаљи | Стем 2                                       | Стрелци | Древисис 3 | Намбу Универзитет и центар за водене спортове , Квангџу Судије: Станко Ивановски (ЦГ), Ненад Периш (ХРВ) |

### Утакмица за 5. место
| 27. јул 2019. 15:30 | Детаљи | Србија                                       | 13 : 9  | Аустралија     | Намбу Универзитет и центар за водене спортове , Квангџу Судије: Дион Вилис (ЈАР), Себастијен Дервијукс (ФРА) |
| 27. јул 2019. 15:30 | Детаљи | Резултати по четвртинама: 6−1, 3−2, 1−2, 3−4 |         |                | Намбу Универзитет и центар за водене спортове , Квангџу Судије: Дион Вилис (ЈАР), Себастијен Дервијукс (ФРА) |
| 27. јул 2019. 15:30 | Детаљи | Ћук, Рашовић 4                               | Стрелци | Форд, Јангер 2 | Намбу Универзитет и центар за водене спортове , Квангџу Судије: Дион Вилис (ЈАР), Себастијен Дервијукс (ФРА) |

### Утакмица за 3. место
| 27. јул 2019. 17:00 | Детаљи | Хрватска                                     | 10 : 7  | Мађарска         | Намбу Универзитет и центар за водене спортове , Квангџу Судије: Адријан Александреску (РУМ), Георгиос Ставридис (ГРЧ) |
| 27. јул 2019. 17:00 | Детаљи | Резултати по четвртинама: 2−1, 2−2, 2−2, 4−2 |         |                  | Намбу Универзитет и центар за водене спортове , Квангџу Судије: Адријан Александреску (РУМ), Георгиос Ставридис (ГРЧ) |
| 27. јул 2019. 17:00 | Детаљи | Јоковић 6                                    | Стрелци | Хараи, Манхерч 2 | Намбу Универзитет и центар за водене спортове , Квангџу Судије: Адријан Александреску (РУМ), Георгиос Ставридис (ГРЧ) |

### Финале
| 27. јул 2019. 18:30 | Детаљи | Шпанија                                      | 5 : 10  | Италија | Намбу Универзитет и центар за водене спортове , Квангџу Судије: Борис Маргета (СЛО), Мајкл Голденберг (САД) |
| 27. јул 2019. 18:30 | Детаљи | Резултати по четвртинама: 2−2, 1−3, 1−3, 1−2 |         |         | Намбу Универзитет и центар за водене спортове , Квангџу Судије: Борис Маргета (СЛО), Мајкл Голденберг (САД) |
| 27. јул 2019. 18:30 | Детаљи | Пероне 2                                     | Стрелци | Долче 2 | Намбу Универзитет и центар за водене спортове , Квангџу Судије: Борис Маргета (СЛО), Мајкл Голденберг (САД) |

## Коначне позиције
|  | Квалификовани на Летње олимпијске игре 2020. као победник Светске лиге 2019. |
|  | Квалификовани на Летње олимпијске игре 2020.                                 |

| Поз. | Репрезентација   |
| ---- | ---------------- |
|      | Италија          |
|      | Шпанија          |
|      | Хрватска         |
| 4    | Мађарска         |
| 5    | Србија           |
| 6    | Аустралија       |
| 7    | Грчка            |
| 8    | Немачка          |
| 9    | Сједињене Државе |
| 10   | Црна Гора        |
| 11   | Јапан            |
| 12   | Јужна Африка     |
| 13   | Бразил           |
| 14   | Казахстан        |
| 15   | Јужна Кореја     |
| 16   | Нови Зеланд      |

| Светско првенство у ватерполу за мушкарце 2019. · Италија · 4. титула Списак играча: Марко Дел Лунго, Франческо Ди Фулвио, Стефано Лонго, Пијетро Фиглиоли (К), Едоардо Ди Сома, Алесандро Велото, Винћенцо Рензуто, Гоонзало Еченику, Николо Фигари, Мајкл Бодегас, Матео Аикарди, Винћенцо Долче, Ђанмарко Никозија, Селектор: Алесандро Кампања |

## Награде и статистике

### Најбољи стрелци
| Поз. | Играч             | Репрезентација   | Голова | Шутева | %  |
| ---- | ----------------- | ---------------- | ------ | ------ | -- |
| 1    | Александар Ивовић | Црна Гора        | 21     | 35     | 60 |
| 2    | Маро Јоковић      | Хрватска         | 19     | 30     | 63 |
| 3    | Гјорго Заланки    | Мађарска         | 18     | 39     | 46 |
| 4    | Страхиња Рашовић  | Србија           | 16     | 29     | 55 |
| 5    | Џо Кејс           | Аустралија       | 15     | 29     | 52 |
| 5    | Лук Гијелен       | Немачка          | 15     | 34     | 44 |
| 5    | Алваро Гранадос   | Шпанија          | 15     | 38     | 39 |
| 5    | Блај Маларач      | Шпанија          | 15     | 40     | 38 |
| 5    | Алберто Муњариз   | Шпанија          | 15     | 34     | 44 |
| 10   | Марко Стем        | Немачка          | 14     | 33     | 42 |
| 10   | Душан Мандић      | Србија           | 14     | 31     | 45 |
| 10   | Џони Хупер        | Сједињене Државе | 14     | 20     | 70 |

### Награде
Награде за најбоље играче турнира су објављене 26. јула 2019. године.
Најбољи играч турнира
- Франческо Ди Фулвио

Најбољи голман турнира
- Данијел Лопез

Најбољи стрелац турнира
- Александар Ивовић – 21 гол

Најбољи тим турнира
- Данијел Лопез – голман
- Роџер Тахул – центарфор
- Франческо Ди Фулвио
- Александар Ивовић
- Маро Јоковић
- Душан Мандић
- Гјорго Заланки